# بخصوص إيلي (فلم)
عن إيلي (بالفارسية: درباره الي) فيلم إيراني من إنتاج 2009 من إخراج أصغر فرهادي. يحكي قصة رحلة شباب من طبقة متوسطة. تم تكريم الفيلم ومخرجه في عدد لا بأس به من المحافل الدولية كجائزة أفضل مخرج في مهرجان برلين  وأفضل فيلم في المسابقة الدولية لمهرجان (ترايبيكا) ومهرجانات أسيوية أخرى.

## قصة الفيلم
ثلاثة عائلات من (طهران) يخرجون في رحلة إلى الشمال ومعهم ضيفين (أحمد) و(إيلي) وهناك نية مسبقة بتحريض من (زبيدة) بمحاولة تدبير لقاء لتعريفهما ببعض على أمل الارتباط، يبدأ الفلم بداية مرحة.. لكن يحدث ما لم يكن بالحسبان وتنقلب الأمور رأساً على عقب وعند تلك النقطة يتغير مسار الفيلم كلياً وتبدأ بعض الحقائق بالتكشف ويتكرر هذا السؤال.. من هي (إيلي)؟

## نقد الفيلم
بعكس أفلام مخرجين مثل كيارستمي وبناهي و مخملباف فإن المخرج أصغر فرهادي ينتهج نهجاً سينمائياً أكثر توجهاً نحو إمتاع الجمهور والاقتراب منه كما فعل مجيدي في أفلامه، عن طريق سيناريو يتبع الأسس السردية التقليدية بحرفية وإتقان بحيث يظهر كأفضل ما يكون من تسلسل أحداث وحوار وحبكة كل هذا بالاعتماد على قصة بسيطة ومؤثرة تجذب المشاهد إلى آخر لحظة.
استطاع الممثلون ببراعة أن يدخلوا في أجواء السيناريو وكأنك تشاهد أحداثاً واقعية ساهمت حركت الكاميرا الشفافة والدقيقة في رصد تغيرات الأحداث ورفع وتيرتها عند بلوغ الحدث قمة الحبكة الدرامية.

## الممثلون
- ترانه عليدوستي مثلت دور البطولة ايلي.
- غلشيفته فراهاني مثلت دور سبيده أو زبيدة.
- شهاب حسيني مثل دور أحمد.
- ماني حقيقي مثل دور أمير.
- مريلا زارعي مثلت دور شوهريه.
- بيمان المعادي مثل دور بيمان.

## وصلات خارجية
- مقالات تستعمل روابط فنية بلا صلة مع ويكي بيانات
- فيلم بخصوص إيلي مترجم على موقع المنبر الفاطمي.